# Comamonas
I Comamonas sono un genere appartenente alla famiglia delle Comamonadaceae e, come tutti i proteobatteri, sono Gram-negativi.